# Tobasía

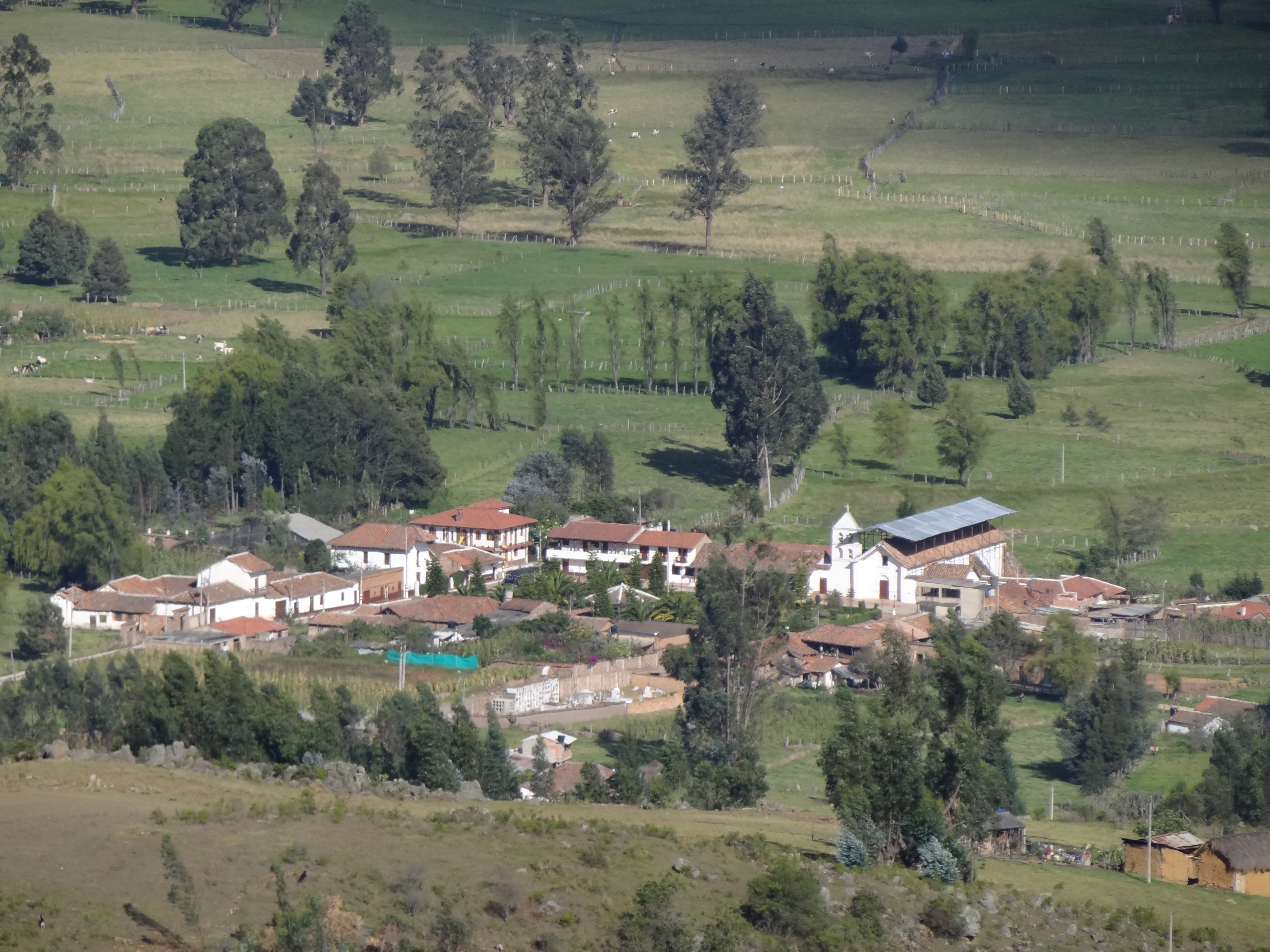
Vista de Tobasía desde las montañas del norte.

Tobasía es un corregimiento perteneciente al municipio de Floresta, ubicado en la provincia de Tundama del departamento de Boyacá, Colombia. Tobasía se encuentra situado en un valle entre la Cordillera Oriental, a 73 km de la ciudad de Tunja (capital de Boyacá), 19.6 km del municipio de Duitama y a 3.4 km del municipio de Floresta. Esta población existe desde la época de la Confederación Muisca, de la cual formó parte y fue de gran relevancia en el ámbito religioso y social. A la vez, es de bastante importancia para la historia, legado y fundación del municipio al que pertenece, Floresta.

## Toponimia
El nombre Tobasía se considera como una adaptación lingüistica dada con el tiempo al español del nombre de esta población en Muysccubun (idioma muisca), el cual era "Tobazá" o "Tobacá".
Se necesita investigar más a fondo sobre su significado y/o proveniencia, ya que mientras algunas páginas consideran que su nombre está relacionado con "guerreros o gente fuerte", otras consideran que significa "lugar donde nace un río".

## Historia

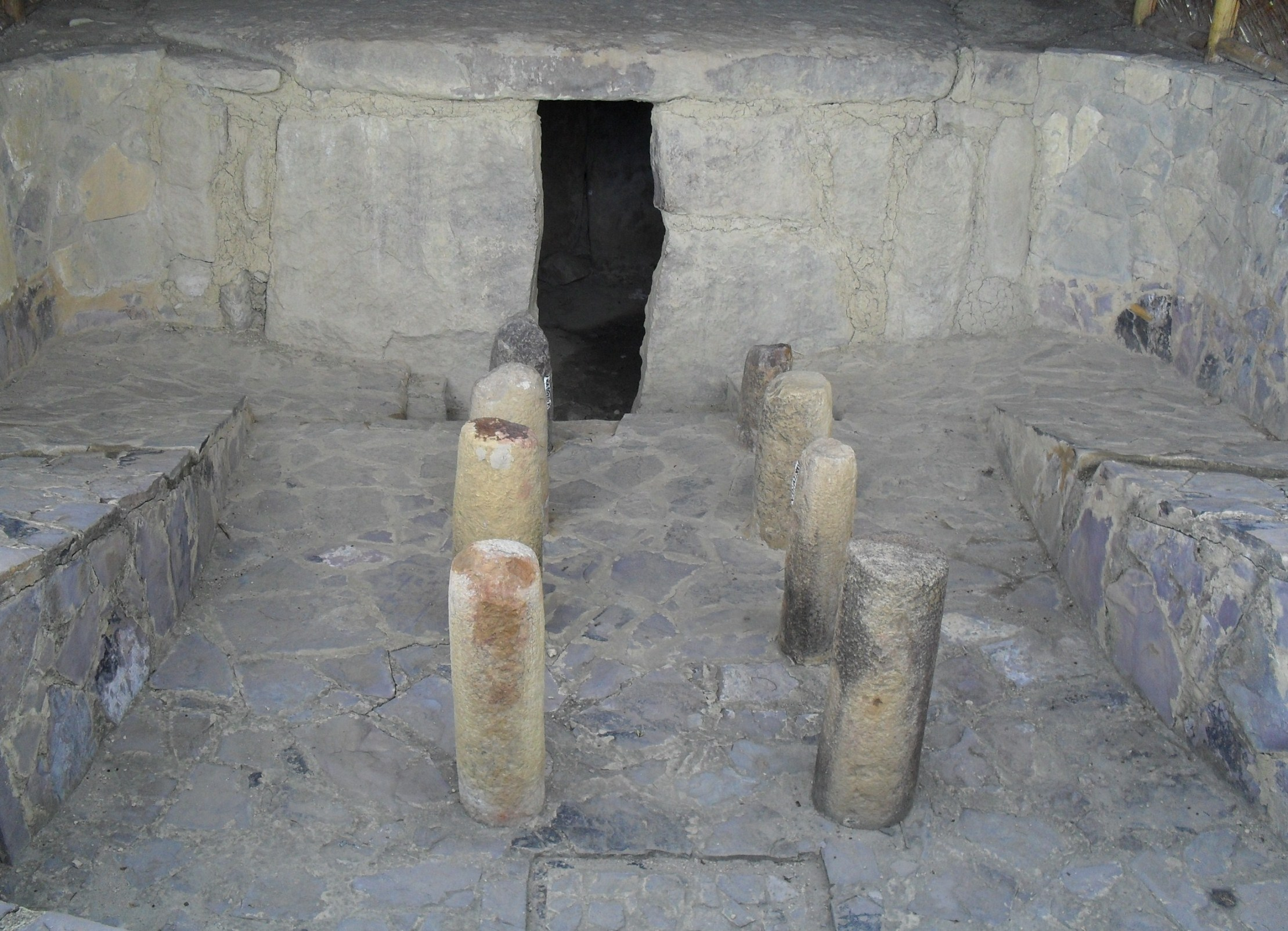
Restos de una comunidad del Periodo Herrera, en Villa de Leyva, Boyacá.

### Periodo Pre-Hispánico (400 a.C. - 1540 d.C.)

#### Periodo Pre-Muisca o Periodo Herrera (400 a.C. - 1000 d.C.)
Dado que la Confederación Muisca surgió como alianzas entre diferentes clanes indígenas de la etnia muisca (véase Articulo Principal: Confederación Muisca), está la duda de si Tobasía ya existía antes de la confederación, en el periodo conocido como Periodo Herrera, o empezó a existir junto a la confederación.

#### Periodo Muisca, La Confederación Muisca (1000 - 1540 d.C.)

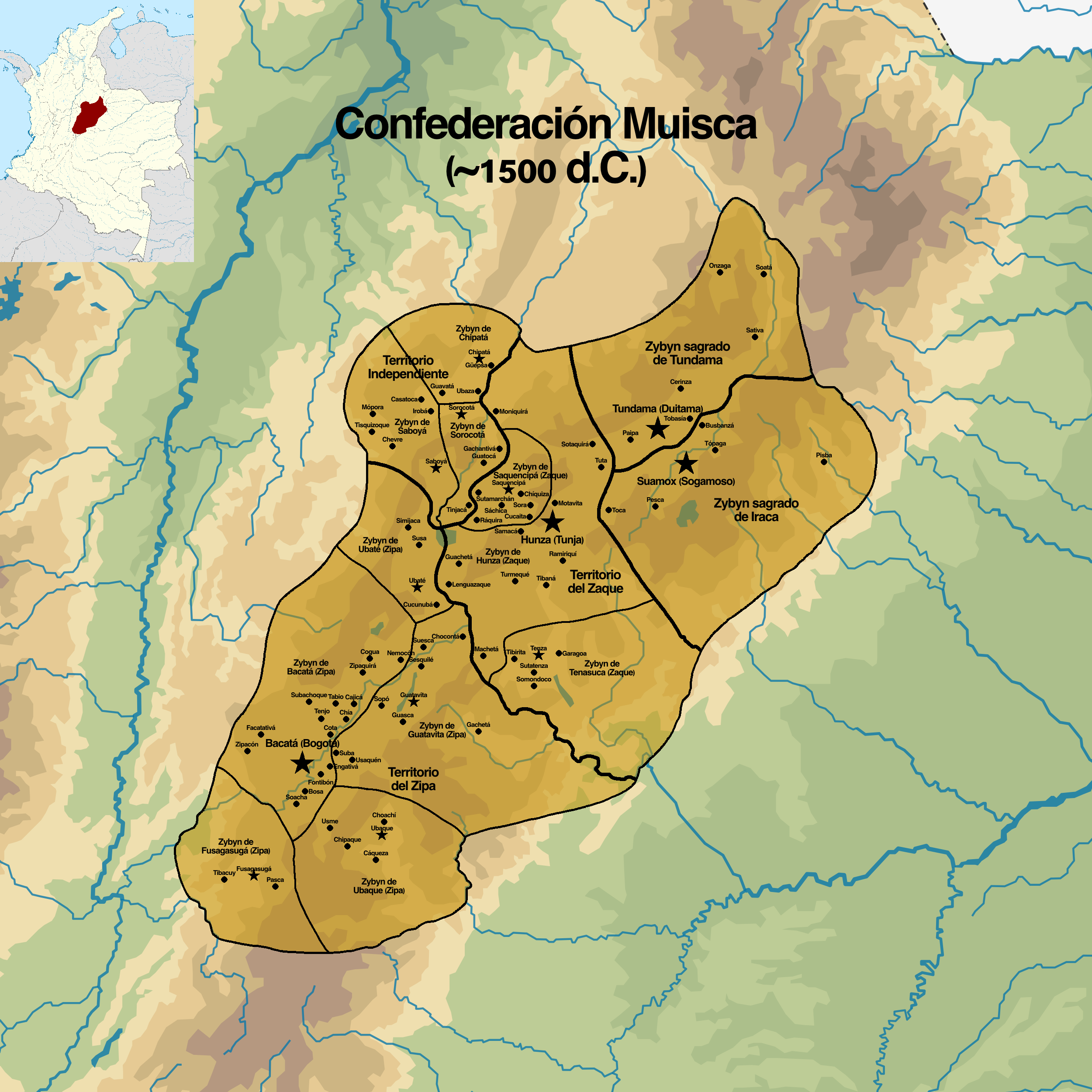
Mapa de la Confederación Muisca.

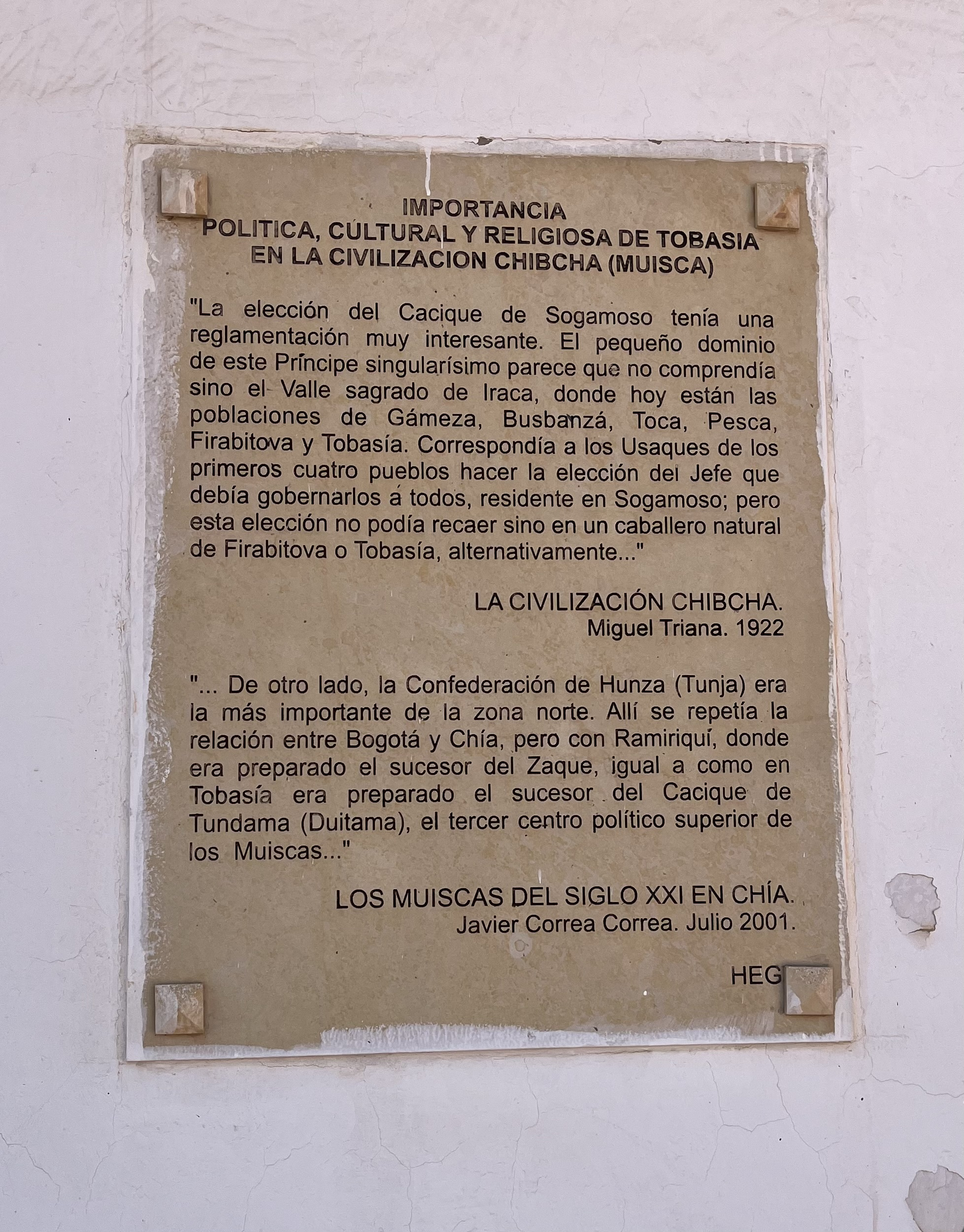
Placa de descripción histórica “Importancia Política, Cultural y Religiosa de Tobasía en la Civilización Muisca”, en la plaza principal de Tobasía.

Tobasía formó parte de la Confederación Muisca como un Uta ubicado dentro del Zybyn Sagrado de Tundama. Este Uta tenía gran relevancia religiosa y social para la comunidad muisca, especialmente para el Zybyn Sagrado de Tundama. Esto debido a que como lo menciona Miguel Triana (1991) en la placa historica de la plaza del corregimiento, Tobasía era el Uta donde se preparaba espiritualmente al sucesor elegido para el cargo de Cacique del Zybyn Sagrado de Tundama. Este Cacique era el jefe de todos los Utatibas del Zybyn, y encargado de relacionarse con el Zacazgo, el Zipazgo, el orto Zybyn Sagrado (Iraca) y demás territorios de la confederación.
Este cargo era de gran importancia, ya que mientras cada uno de los Zybyns no sagrados estaban al mando de un Sybyntiba, que tenían como jefe al Zaque o al Zipa, los Zybyns sagrados no estában a cargo del Zaque o del Zipa, sino del Cacique elegido para gobernar el territorio, el cual se relacionaba política, social y economicamente al Zacazgo y al Zipazgo. Es decir que, los Zybyns Sagrados de Tundama e Iraca no dependían jerarquicamente del Zacazgo ni del Zipazgo, siendo autónomos pero aliados e integrados en la Confederación Muisca, y dirigidos por su Cacique correspondiente.
Se cree que Tobasía también postulaba personas para la ocupación del cargo de Cacique del Zybyn Sagrado de Iraca, junto al Uta de Firavitoba (véase Articulo Principal: Iraca).

### Periodo Hispánico (1540 - 1819 d.C.)

#### El Templo Doctrinero de Tobasía (1560 - 1602 d.C)
Después de la llegada de los españoles, en el periodo donde se dedicaron a explorar los diferentes territorios, se dieron cuenta que varias zonas pobladas participaban en dinámicas propias de diferentes religiones y culturas. Es por esto que, decidieron fijar el adoctrinamiento de los pueblos indígenas al catolicismo como estrategia de dominio social, político y económico, y finalmente de apoderamiento e integración a su imperio. Este fue el caso de Tobasía.
Tobasía como era un lugar importante a nivel religioso, político y social por su deber respecto a los Caciques, junto con muchos más Utas de los Zybyns Sagrados llamaron la atención de los españoles, entre ellos Don Tomas López Medel, oidor y visitador de la Real Audiencia de Santa Fé. Este español recorrió en el año 1560 zonas de los Zybyns Sagrados, entre esos el Uta de Tobasía, y después de sus inspecciones estableció la construccion de templos doctrineros por toda la Confederación Muisca (capillas para la "evangelización" de indígenas) en conformidad con la Real Audiencia de Santa Fé, bajo el Acuerdo del 13 de Noviembre de 1565.
Más adelante, en 1602, Don Luiz Enríquez, oidor de la Real Audiencia de Santa Fé, ordenó el inicio de la construccion del Templo Doctrinero de Tobasía. Iniciando así una actividad religiosa durante más de tres siglos en este mismo poblado y que todavía continúa. Mientras la adoctrinación le ha correspondido a los Frailes Agustinos y continuado después por los Jesuitas. Sin embargo, se necesita investigar la existencia de un registro del año de finalización de la construcción.

#### Adjudicación de Tobasía a Santa Rosa de Viterbo
Durante el establecimiento del gobierno colonial en los nuevos territorios, tanto la jerarquía muisca como sus figuras políticas y sociales fueron desmanteladas y sustituidas. Los caciques éran reemplazados por encomenderos. Los Utas pasaron a ser "Pueblos de Indios" bajo el sistema de reducción, que consistía en obligar a vivir a todos los indigenas alrededor de una plaza central con su respectivo templo doctrinero para su adoctrinación y organización. Así, Tobasía pasó de ser un Uta a un Pueblo de Indios, junto a la mayoría de Utas de la Confederación Muisca (ya que algunos desaparecieron).
Ya avanzada la adoctrinación y dominación de los Muiscas, los Pueblos de Indios eran procesados oficialmente a los sistemas organizacionales del gobierno colonial, donde eran considerados corregimientos o municipios teniendo en cuenta ciertos aspectos y la existencia de municipios fundados estrategicamente por españoles. En el caso de Tobasía, las únicas poblaciones cercanas a esta éran Busbanzá (otro Uta del Zybyn Sagrado de Iraca reducido a Pueblo de Indios) y Santa Rosa de Viterbo, municipio de fundación española que data del año 1690. 
Tobasía fue procesado y adjuntado como corregimiento del municipio de Santa Rosa de Viterbo. Esto se sabe debido a que hasta 1810, Tobasía aparecia en los archivos adjudicado al territorio de este municipio como corregimiento, sin embargo se necesita más claridad en la fecha y razón de este proceso de adjudicación territorial.

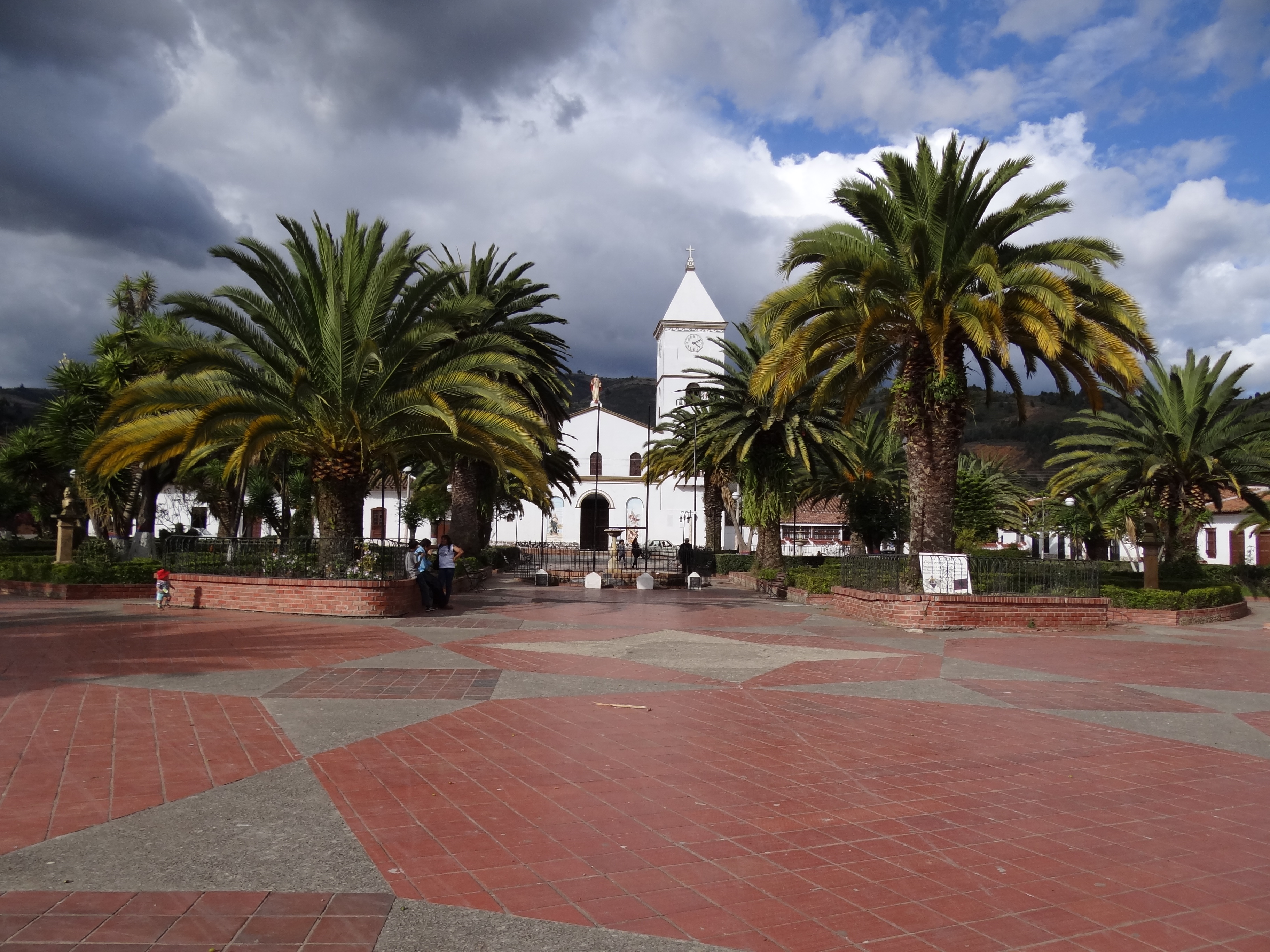
Plaza central del municipio de Floresta (Boyacá), en lo que antiguamente era el sector de El Cenicero.

#### Fundación de Floresta (1810 - 1818 d.C.)
Floresta, el actual municipio al que pertenece Tobasía, no existía como tal en esa época. La población de esa área se concentraba en lo que siempre ha sido Tobasía desde que fue construido como Pueblo de Indios de un antiguo Uta muisca. Esta área dependía administrativamente de Santa Rosa de Viterbo, cuando en Octubre del 1810, dos personajes conocidos como Manuel Ignacio de los Reyes y Manuel Ignacio Mogollón, líderes del corregimiento de Tobasía, expresaron el deseo de la comunidad de Tobasía de tener un municipio independiente ante el gobierno civíl y eclesiástico de Santa Fé. Finalmente, sus deseos se cumplieron el 6 de Mayo del 1818, cuando el virrey Juan de Sámano erigió la Parroquia de Floresta, siendo celebrada después su fundación el 8 de Diciembre del mismo año.

### Independencia y Actualidad (1819 - actualidad)

#### Paso de las Tropas Libertadoras
Durante el inicio del segundo intento de independencia de Colombia ante el Imperio Español, las tropas de Simón Bolivar y él pasaron por el recién fundado pueblo de Floresta mientras estaban en camino hacia lo que sería la Batalla del Pantano de Vargas, en Paipa, Boyacá.

#### De la Independencia a la Actualidad
A pesar de los muchos cambios, creaciones, eliminaciones y reubicaciones de poblaciones y departamentos a lo largo de las etápas de la Colombia independiente (Véase Articulo Principal: Historia territorial de Colombia), Tobasía nunca dejó de ser corregimiento de Floresta, ni fué adjuntado a otro municipio después de la fundación de Floresta. Aunque Floresta pasó a ser del antiguo departamento de Boyacá a departamentos nuevos en unas ocasiones, se terminó dejando dentro del actual departamento de Boyacá, del cual hace parte hoy en día.

## Geografía
Tobasía es el único centro poblado-corregimiento integrado al municipio de Floresta aparte de la cabecera municipal de este municipio, formando parte de una de las 15 veredas que constituyen el territorio de este municipio.

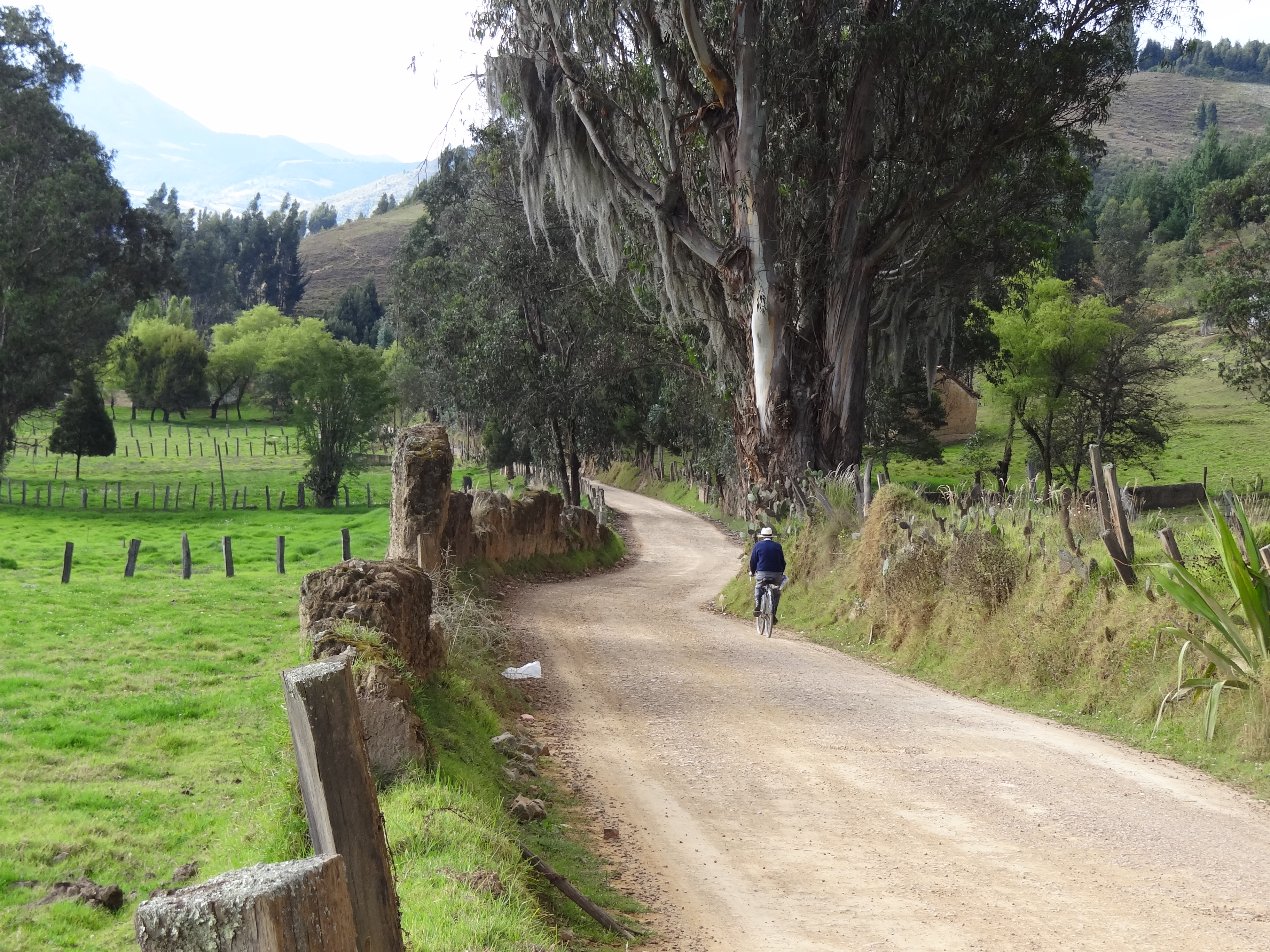
Vía de uso Terciario (camino veredal) que sale de Tobasía a Busbanzá.

Se encuentra comunicado principalmente por las siguientes dos vías:
- Vía Ruta Nacional 55-Santa Rosa de Viterbo-Tobasía: Se toma desvío de la Ruta Nacional 55 tramo Duitama-Santa Rosa de Viterbo para entrar a Santa Rosa de Viterbo, de ahí se transita una carretera que sale del oriente de este municipio que sube y baja la montaña que separa el valle de Tobasía de Santa Rosa de Viterbo para llegar directamente a Tobasía. Esta vía se encuentra muy bien pavimentada y señalizada excepto por unos tramos de bajada a Tobasía donde la vía se vuelve angosta o no está bien señalizada.
- Vía Corrales-Busbanzá-Floresta-Tobasía: Se toma desvío de la carretera principal Sogamoso-Corrales para entrar al municipio de Corrales, de ahí se continúa en dirección occidental pasando por los municipios de Busbanzá y Floresta hasta llegar directamente a Tobasía. Esta vía se encuentra aceptablemente pavimentada, excepto en algunos tramos de Corrales-Busbanzá y poco señalizada en general.

A su vez, posee vías alternas (terciarias) y caminos veredales en mal estado o incluso intransitables que lo comunican con municipios como Busbanzá, Cerinza, Corrales,  Floresta, Santa Rosa de Viterbo, Nobsa, y con la vía Floresta-Belén.

## Cultura y Turísmo

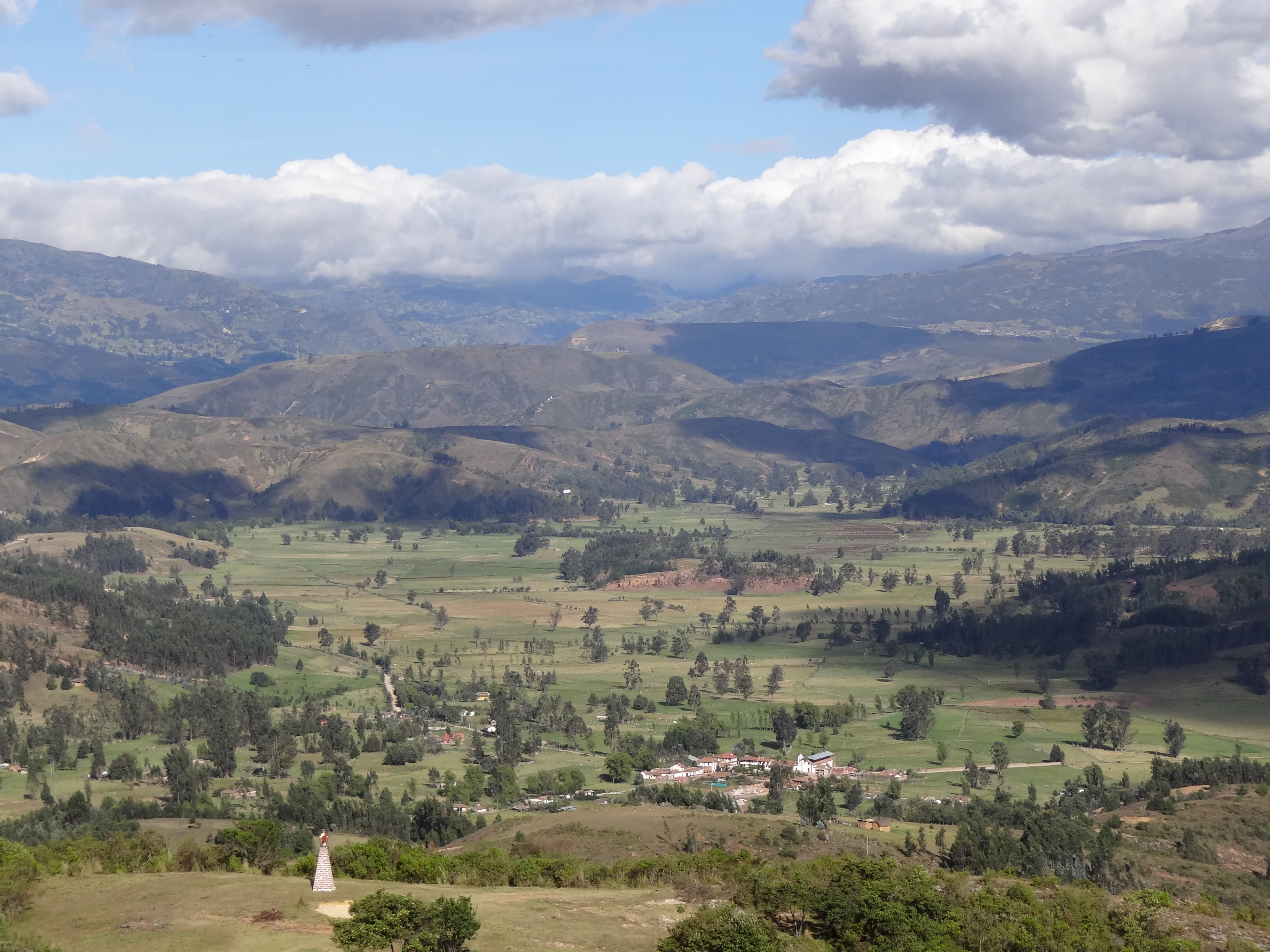
Valle de Tobasía, Floresta, Boyacá.

### Naturaleza

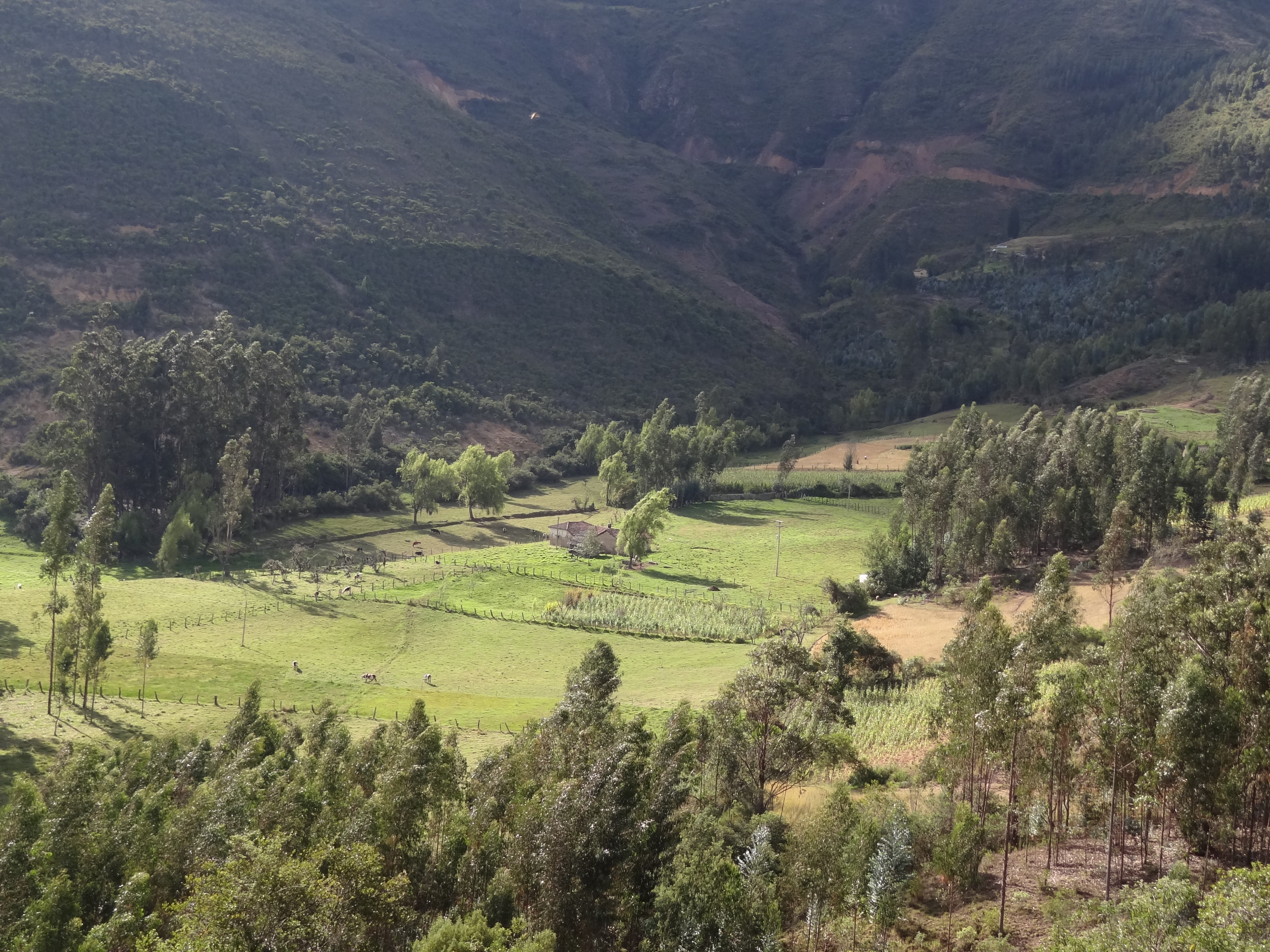
Colinas y montañas cercanas a Tobasía, Floresta, Boyacá.

Tobasía a su vez es muy reconocido por sus atractivos naturales. Está posicionado en un valle amplio lleno de pequeñas quebradas y árboles. Este valle está rodeado de montañas muy altas, colmadas de bosques de Eucaliptos y árboles nativos, junto a vegetación típica del bosque andino. Dentro de estos bosques, se encuentran conjuntos de cascadas, unas mas grandes que otras, entre las cuales destaca la cascada de Monticello (que a su vez proporciona una parte del agua de Tobasía y Floresta).

### Parque Central de Tobasía
El parque central de Tobasía es un lugar muy agradable e interesante de visitar, contiene datos arqueológicos, antropológicos, geológicos y culturales en forma de exposiciones materiales distribuidas dentro de este parque. A la vez hay una fuente-cascada que representa la cascada de Monticello y una fuente con la imagen de la Virgen del Amparo de Tobasía. También posee jardines con palmeras, árboles, arbustos de pino podados en formas humanas y bugambilias, entre otras vegetaciones decorativas.

### Virgen del Amparo de Tobasía y Otras Figuras Religiosas
La figura santa del Señor de la Manta fue el primer venerado y patrono de los indigenas adoctrinados de Tobasía, en su época de Pueblo de Indios. Sin embargo, tiempo después la Virgen del Amparo de Tobasía pasaría a ser la santa más venerada por los creyentes de la comunidad de Tobasía, y también, a ser la patrona oficial de la parroquia de Tobasía. Dentro de la capilla (templo doctrinero) se encuentra un cuadro antiguo de la Virgen del Amparo de Tobasía, que data hacia el año 1650, pintado por Baltazar Vargas de Figueroa bajo orden del rey Carlos V de España (Carlos I de España). También se encuentra un cuadro antiguo del Señor de la Manta, del cual no se sabe mucho el origen. Tampoco se sabe con exactitud la razón del surgimiento de esta figura mariana y de su veneración fuerte en Tobasía, pero algunas páginas creen que es una adaptación de la Virgen de los Desamparados de Valencia, España.
Esta devoción a la Virgen del Amparo de Tobasía es muy importante culturalmente para la comunidad, ya que se suelen celebrar ciertas festividades conocidas como las Fiestas Patronales de la Virgen del Amparo de Tobasía, y misas particulares ofrecidas por las familias que conforman los diferentes Priostos (Cofradías) dedicadas a las figuras religiosas del corregimiento en diferentes fechas del año. Estas fiestas suelen ser independientes a las celebradas en Floresta, ya que Tobasía por todo su contexto histórico tiene marcada una fuerte identidad que los habitantes y oriundos siguen manteniendo hoy en día.

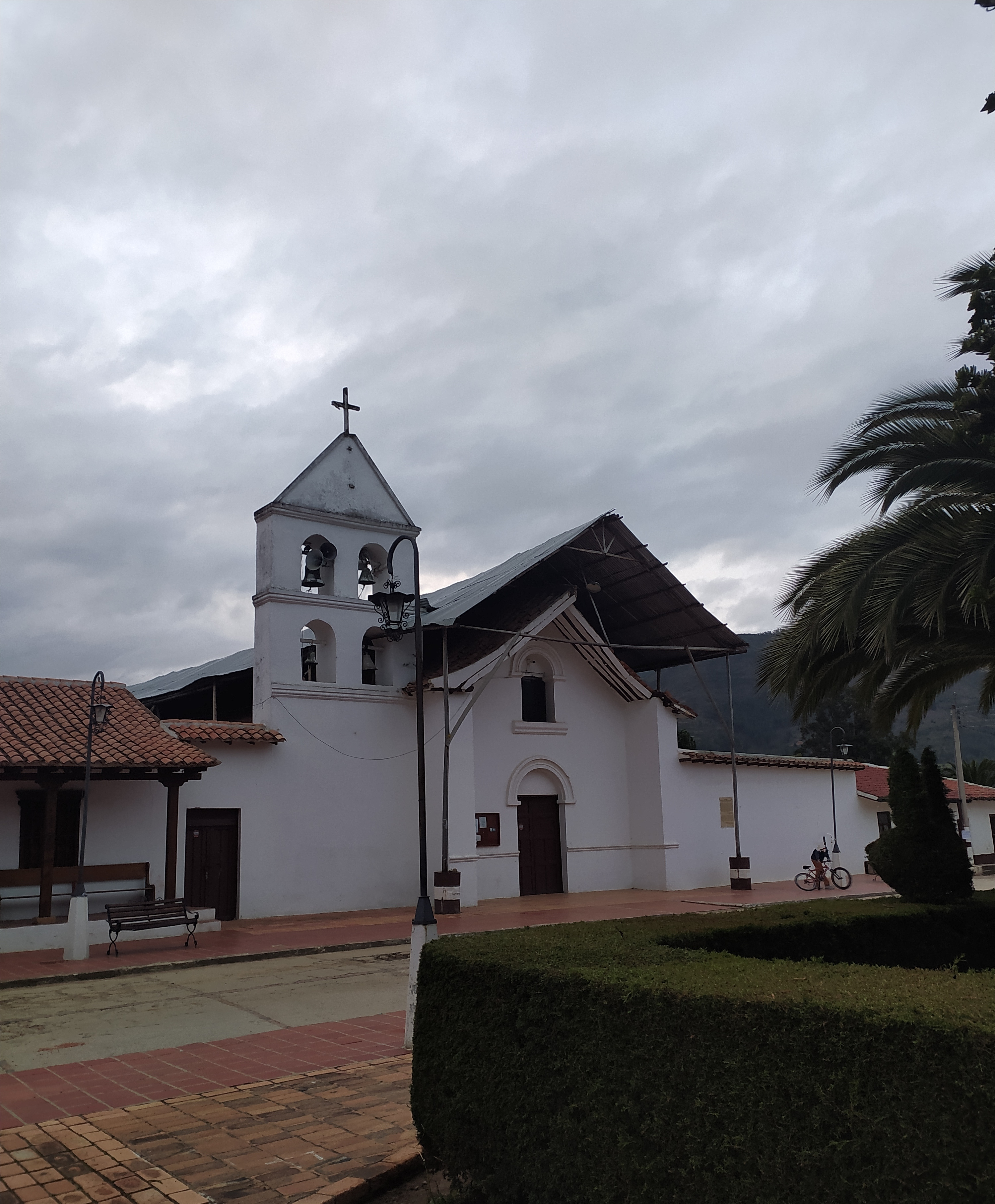
Templo Doctrinero de Tobasía, una de las Iglesias doctrineras del Altiplano Cundiboyacense que todavía se conservan en pie.

### Templo Doctrinero de Tobasía
El Templo Doctrinero de Tobasía forma parte de los Bienes de Interés Cultural de caracter Municipal de Floresta, establecido bajo el Acuerdo 14 del 13 de Julio del 2011 del Concejo Municipal de Floresta. A la vez, el Templo es reconocido a nivel departamental y nacional por ser una de los pocos templos levantados para Pueblos de Indios por españoles con el propósito de adoctrinar a los indigenas, y que se conservan alrededor de todo el Altiplano Cundiboyacense, en Colombia (Véase Articulo Principal: Iglesias doctrineras en el Altiplano Cundiboyacense). Otros nombres por los que se conoce este templo son: "Templo de Nuestra Señora del Amparo de Tobasía" o "Templo del Señor de la Manta".
El Templo Doctrinero de Tobasía tiene:
- Fachada (parte frontal del templo): Se cuenta con una Espadaña ubicada en la parte izquierda del templo, estructura vertical usada para la disposición de campanas; una única entrada principal al interior, en forma de arco sencillo con puerta de madera; un ventanal pequeño, en forma de arco sencillo ubicado encima de la entrada principal; y dos columnas que sobresalen delante de la fachada, que sostiene parte frontal del techo.[1]
- Techo y Bóveda: Tanto para la nave y las capillas hay un techo de tejas de barro a dos aguas (dos planos inclinados), y bóvedas con vigas de madera a la vista.[1]
- Nave: Rectangular, pintada interna y externamente de blanco; unos bancos de madera, junto a un piso de losa con diseños; un Presbiterio donde se ubica el altar-retablo colonial dorado y tallado, y un altar mayor donde se celebran las misas; tres capillas integradas a la nave y un balcón de madera ubicado en la parte interna de la fachada.[1]
- Decoraciones: El retablo que constituye el altar es dorado y tallado con hojas y frutos en columnas, en este hay pinturas y figuras de santos (como la de la Virgen del Amparo de Tobasía) y ángeles. En las paredes hay otros recuadros antiguos de figuras religiosas. Existe una escultura movible de la figura de la Virgen del Amparo de Tobasía, la cual tiene por debajo de su manto a algunos santos.[1]

Lástimosamente el estado físico del techo de la capilla se encuentra bastante vulnerable desde hace bastante tiempo, y hasta la actualidad sigue sin intervención directa. 

### Himno de Tobasía
El himno de Tobasía fue compuesto por Carlos Gonzáles Carreño, maestro y director creativo del municipio. Este himno fue oficializado a partir del Acuerdo 7 del 4 de Junio del 2010 por el Concejo Municipal de Floresta. Para ver el himno de Tobasía, siga el siguiente enlace.